# Municipio de Putla Villa de Guerrero
El Municipio de Putla Villa de Guerrero es uno de los 570 municipios en los que se encuentra dividido el estado mexicano de Oaxaca, localizado al occidente del estado en la Región Sierra Sur, su cabecera es la ciudad del mismo nombre.

## Geografía
Putla Villa de Guerrero se encuentra ubicado en el extremo oeste del estado de Oaxaca y en los límites con el estado de Guerrero, forma parte de la Región Sierra Sur y es el principal municipio del Distrito de Putla, que recibe su nombre; es un municipio territorialmente discontinuo, formado por un territorio principal y un exclave separado por el territorio del municipio de San Andrés Cabecera Nueva y tiene una extensión territorial de 884.15 kilómetros cuadrados que equivalen al 0.92 % del territorio estatal; sus coordenadas geográficas extremas son 16° 45' - 17° 13' de latitud norte y 97° 43' - 98° 07' de longitud oeste, su altitud fluctúa entre los 2 800 y los 400 metros sobre el nivel del mar.
El sector mayor del territorio limita al noroeste con el municipio de Constancia del Rosario y con el municipio de Santiago Juxtlahuaca, al norte con el municipio de San Martín Itunyoso, al noreste con el municipio de Heroica Ciudad de Tlaxiaco, al este con el municipio de Santo Tomás Ocotepec, el municipio de Santa María Yuccuhiti y el municipio de Santiago Nuyoó, al sureste con el municipio de Santa Lucía Monteverde, al sur con el municipio de San Andrés Cabecera Nueva y al suroeste con el municipio de Mesones Hidalgo; al extremo oeste limita con el estado de Guerrero, en particular con el municipio Xochistlahuaca. El exclave limita al oeste con San Andrés Cabecera Nueva y al este con el municipio de Santa Cruz Itundujia.

## Localidades del municipio
El municipio de Putla Villa de Guerrero ejerce jurisdicción sobre las siguientes localidades:
Agua Dulce, Asunción Atoyaquillo, Barranca del Cuche (Barranca del Jabalí), Barrio Guadalupe Yutee, Barrio Palo de Obo, Chapultepec, Charloco, Concepción de Guerrero, Concepción del Progreso, Desviación de la Hacienda, El Camalote, El Campanario, El Cangrejo, El Carmen, El Carrizal de Galeana, El Chorrito de Agua, El Limón, El Sesteadero, Gregorio, Álvarez, Hidalgo, Jicaltepec, Joya del Mamey Copala, Joya Grande, La Cañada Tejocote, La Laguna Guadalupe, La Muralla, La Orilla del Peñasco, La Palizada, La Soledad, La Tortolita, La Trovadora (Loma Trovadora), Las Palmas, Llano de Aguacate, Llano de San Vicente, Llano de Zaragoza, Loma Flor de Sangre (Loma del Tecolote), Malpica, Miguel Hidalgo Chicahuaxtla, Morelos, Nuevo Tenochtitlán, Ocote Amargo, Pie del Encino (Loma de Rayo), Plan de Ayala, Plan de Guajolote, Pueblo Viejo, Putla Villa de Guerrero, Río de las Peñas, Río Frío, San Andrés Chicahuaxtla, San Antonio Acatlán, San Antonio de Juárez, San Antonio Dos Caminos, San Isidro de Morelos, San Isidro del Estado, San Jorge Río Frijol, San Juan Lagunas, San Juan las Huertas, San Juan Teponaxtla, San Marcos Coyulito, San Marcos Malpica, San Marcos Mesoncito, San Miguel Copala, San Miguel Reyes, San Pedro Siniyuvi, Santa Cruz Progreso, Santa Rosa, Santa Rosa Hidalgo, Santiago Amate Colorado, Santiago Yosotiche, Santo Domingo del Estado, Suspiros, Tierra Blanca, Tierra Colorada, Unión Nacional, Zafra, Zaragoza Siniyuvi, Zimatlán, colonia San José y colonia San Ángel.

## Pueblos y lenguas indígenas
Dentro de este municipio cohabitan las etnias triqui, mixteco y nahua. De la misma manera estas lenguas del mismo nombre son cooficiales junto al español y por tanto pueden realizarse actividades administrativas, jurídicas, entre otros, mediante traductores autorizados así como redactar documentos en estas lenguas.